# Bobby
Bobby (známý také jako Atentát v Ambassadoru) je americký dramatický film napsaný a režírovaný Emiliem Estevezem. Celý scénář je fiktivním náhledem na několik hodin, které předcházely 5. června 1968 atentátu na amerického senátora Roberta F. Kennedyho v kuchyni hotelu Ambassador v Los Angeles chvíli po tom, co vyhrál primární volby za demokratickou stranu v Kalifornii.

## Zápletka
Film Bobby se snaží pomocí kombinace skutečných záznamů a většinou fiktivnéch postav navodit atmosféru doby konce 60. let a také přiblížit pocity naděje, které v lidech vzbuzoval Robert Kennedy.
Ve filmu jsou nám představeny postavy Johna Caseye, hotelového portýra v důchodu, který tráví dny hraním šachů v hotelovém lobby se svým kamarádem Nelsonem; postava Diany, která se vdá za svého kamaráda Williama, aby se díky tomu vyhnul nasazení ve Vietnamské válce, a aby měl místo toho šanci na umístění na vojenskou základnu v Německu. Další postavou je zpěvačka a alkoholička Virginia Fallon, jejíž kariéra zažívá strmý pád, její manžel a manažer Tim, a její agent Phil. Miriam Ebbersová je vizážistka, která pracuje v hotelovém salónu; její manžel Paul – manažer hotelu, který má aférku s telefonní spojovatelkou Angelou. Daryl Timmons, food & beverage manažer, jehož rasistická nátura zaviní, že Daryl přijde o práci; afroamerický sous-chef Edward Robinson a hispánští busboyové José a Miguel; servírka z hotelové kavárny Susan; Jimmy a Cooper, dobrovolníci volební kampaně, kteří se vydali na LSD trip za pomoci drogového dealera Fishera; nóbl manželský pár a sponzoři kampaně Samantha and Jack; manažer kampaně Wade a jeho spolupracovník Dwayne, který je zamilovaný do Angeliny kolegyně Patricie; a československá reportérka Lenka Janáčková, která se za každou cenu snaží natočit rozhovor s Kennedym.

## Obsazení
| Harry Belafonte         | Nelson           |
| Joy Bryantová           | Patricia         |
| Nick Cannon             | Dwayne Clark     |
| Elijah Wood             | William Avary    |
| Emilio Estevez          | Tim Fallon       |
| Laurence Fishburne      | Edward Robinson  |
| Lindsay Lohan           | Diana            |
| Dave Fraunces           | Robert Kennedy   |
| Jeridan Frye            | Ethel Kennedyová |
| Spencer Garrett         | David            |
| Brian Geraghty          | Jimmy            |
| Heather Graham          | Angela           |
| Anthony Hopkins         | John Casey       |
| Helen Hunt              | Samantha         |
| Joshua Jackson          | Wade Buckley     |
| David Kobzantsev        | Sirhan Sirhan    |
| David Krumholtz         | Agent Phil       |
| Ashton Kutcher          | Fisher           |
| Shia LaBeouf            | Cooper           |
| William H. Macy         | Paul Ebbers      |
| Svetlana Metkina        | Lenka Janáčková  |
| Demi Moore              | Virginia Fallon  |
| Freddy Rodriguez        | José Rojas       |
| Martin Sheen            | Jack             |
| Christian Slater        | Daryl Timmons    |
| Sharon Stoneová         | Miriam Ebbers    |
| Jacob Vargas            | Miguel           |
| Mary Elizabeth Winstead | Susan Taylor     |

## Produkce

### Natáčení
Před začátkem natáčení filmu Bobby byl hotel Ambassador v Los Angeles připravován k demolici. Emilio Estevez dostal povolení v hotelu natáčet v průběhu posledního týdne před demolicí. Designérce filmu se tak zároveň naskytla příležitost k zakoupení velkého množství nábytku a původních hotelových dekorací, které byly nabídnuty ve veřejné aukci. Natáčení přímo na místě a využití původního nábytku i dekorací pomohlo ke zvýšení autenticity filmu.
Jedinou postavou, která je ve filmu založena na reálné postavě, je busboy José, který představuje Juana Romera, mladého muže, který byl vyfotografován, jak svírá Kennedyho tělo ihned po atentátu. Josého postava má dvě vstupenky na baseballový zápas, během kterého se očekává, že nadhazovač Don Drysdale udělá rekord v šesti po sobě jdoucích hrách bez bodu pro soupeře. Na zápas ale jít nemůže, protože za sebe nemá náhradu na dvojitou službu. Drysdale svého rekordu opravdu dosáhnul, k čemuž mu těsně před atentátem Kennedy pogratuloval ve svém projevu.

### Vydání
Původní premiéru měl na Národní univerzitě v Irské Galway, poté byl promítán na Benátském filmovém festivalu, Filmovém festivalu v Deauville, Torontském mezinárodním filmovém festivalu, Mezinárodním filmovém festivalu ve Vídni, Londýnském filmovém festivalu a na festivalu Amerického filmového institutu. Ve Spojených státech amerických měl limitovanou premiéru 17. listopadu 2006. Za první víkend vydělal ze dvou kin 69 039 dolarů. Film vydělal 11,2 milionů dolarů v Severní Americe a 9,4 milionů dolarů v ostatních oblastech, celkově tak vydělal 20,7 milionů dolarů po celém světě. Rozpočet filmu činil 14 milionů dolarů. V České republice byl film uveden do kin dne 8. února 2007. Od roku 2013 se jako jeden z prvních česky dabovaných filmů objevil v digitální podobě na iTunes.

## Přijetí

### Recenze
Na recenzní stránce Rotten Tomatoes získal ze 169 započtených recenzí 46 procent s průměrným ratingem 5,6 bodů z deseti. Na serveru Metacritic snímek získal z 31 recenzí 54 bodů ze sta. Na Česko-Slovenské filmové databázi snímek získal 75%.

### Ocenění a nominace
| Ocenění                            | Kategorie                         | Nminovaný                                                                  | Výsledek  |
| ---------------------------------- | --------------------------------- | -------------------------------------------------------------------------- | --------- |
| ALMA Award                         | Nejlepší film                     | Bobby                                                                      | nominace  |
| ALMA Award                         | Nejlepší režie                    | Bobby                                                                      | nominace  |
| ALMA Award                         | Nejlepší scénář                   | Bobby                                                                      | nominace  |
| Broadcast Film Critics Association | Nejlepší obsazení                 | Bobby                                                                      | nominace  |
| Zlatý glóbus                       | Nejlepší dramatický film          | Bobby                                                                      | nominace  |
| Zlatý glóbus                       | Nejlepší filmová píseň            | „Never Gonna Break My Faith“ – Bryan Adams, Eliot Kennedy a Andrea Remanda | nominace  |
| Hollywood Film Festival            | Nejlepší obsazení                 | Bobby                                                                      | vítězství |
| Hollywood Film Festival            | Objev roku – herečka              | Lindsay Lohan                                                              | vítězství |
| NAACP Image Award                  | Nejlepší herečka ve vedlejší roli | Harry Belafonte                                                            | nominace  |
| Phoenix Film Critics Society       | Objev roku – režisér              | Bobby                                                                      | vítězství |
| Screen Actors Guild Award          | Nejlepší obsazení – film          | Bobby                                                                      | nominace  |
| Benátský filmový festival          | Zlatý lev                         | Emilio Estevez                                                             | nominace  |